# Ла-Ліга 1929—1930
Сезон 1929–30 в Ла Лізі — футбольне змагання у найвищому дивізіоні чемпіонату Іспанії, що проходило між 1 грудня 1929 та 30 березня 1930 року. Став другим турніром з моменту заснування Ла Ліги. Участь у змаганні взяли 10 команд, які провели одна з одною по дві гри — одній вдома та одній у гостях. Одна найгірша за результатами сезону команда вибула до Сегунди.
Переможцем турніру став клуб «Атлетик» (Більбао), який впевнено провів увесь чемпіонат, не зазнавши жодної поразки в іграх сезону.
| Чемпіон Іспанії 1929/1930     |
| ----------------------------- |
| «Атлетик» (Більбао) 1-й титул |

## Підсумкова турнірна таблиця
|                  |     | Турнірна таблиця 1929-30 | О  | І  | В  | Н | П  | М+ | М- | РМ  |
| ---------------- | --- | ------------------------ | -- | -- | -- | - | -- | -- | -- | --- |
| Чемпіон Іспанії  | 1.  | «Атлетик» (Більбао)      | 30 | 18 | 12 | 6 | 0  | 63 | 28 | +35 |
|                  | 2.  | «Барселона»              | 23 | 18 | 11 | 1 | 6  | 46 | 36 | +10 |
|                  | 5.  | «Аренас»                 | 20 | 18 | 9  | 2 | 7  | 51 | 40 | +11 |
|                  | 4.  | «Еспаньйол»              | 20 | 18 | 9  | 2 | 7  | 40 | 33 | +7  |
|                  | 5.  | «Реал Мадрид»            | 17 | 18 | 7  | 3 | 8  | 45 | 42 | +3  |
|                  | 6.  | «Реал Уніон»             | 17 | 18 | 6  | 5 | 7  | 48 | 52 | -4  |
|                  | 7.  | «Реал Сосьєдад»          | 14 | 18 | 5  | 4 | 9  | 34 | 37 | -3  |
|                  | 8.  | «Расінг» (Сантандер)     | 14 | 18 | 7  | 0 | 11 | 32 | 58 | -26 |
|                  | 9.  | «Європа»                 | 13 | 18 | 6  | 1 | 11 | 29 | 44 | -15 |
| Вибув до Сегунди | 10. | «Атлетіко» (Мадрид)      | 12 | 18 | 5  | 2 | 11 | 32 | 50 | -8  |

## Результати
|                      | Аре | Ат(Б) | Ат(М) | Бар | Есп | Євр | Рас | Р(М) | Р(С) | Уні |
| «Аренас»             |     | 3-3   | 2-1   | 1-3 | 2-0 | 2-3 | 5-1 | 5-1  | 3-1  | 7-2 |
| «Атлетик» (Більбао)  | 5-2 |       | 6-1   | 4-3 | 6-0 | 3-0 | 4-0 | 2-1  | 2-2  | 5-2 |
| «Атлетіко» (Мадрид)  | 1-3 | 3-4   |       | 3-2 | 2-0 | 5-3 | 3-1 | 2-1  | 1-1  | 3-3 |
| «Барселона»          | 3-1 | 1-1   | 4-2   |     | 5-4 | 2-1 | 5-0 | 1-4  | 3-0  | 4-2 |
| «Еспаньйол»          | 1-0 | 2-1   | 1-0   | 4-0 |     | 1-2 | 3-0 | 8-1  | 3-1  | 3-1 |
| «Європа»             | 1-2 | 2-2   | 2-0   | 0-3 | 1-2 |     | 5-0 | 1-2  | 3-2  | 0-1 |
| «Расінг» (Сантандер) | 2-5 | 2-3   | 3-2   | 2-1 | 4-1 | 6-0 |     | 2-0  | 2-0  | 4-2 |
| «Реал Мадрид»        | 5-2 | 2-3   | 4-1   | 5-1 | 2-4 | 6-1 | 6-0 |      | 1-1  | 2-2 |
| «Реал Сосьєдад»      | 4-4 | 1-7   | 2-0   | 1-2 | 1-0 | 2-0 | 7-0 | 4-0  |      | 2-3 |
| «Реал Уніон»         | 3-2 | 1-1   | 8-2   | 1-3 | 3-3 | 3-4 | 6-3 | 2-2  | 3-2  |     |

## Бомбардири
Найкращим бомбардиром Прімери сезону 1929–30 став нападник клубу «Атлетик» (Більбао) Гільєрмо Горостіса, який протягом чемпіонату 19 разів відзначався забитими голами.  
Найкращі бомбардири сезону за версією газети «Марка», яка вручає «Трофей Пічічі»:
|  | Голів | Бомбардир           | Команда             |
|  | ----- | ------------------- | ------------------- |
|  | 19    | Гільєрмо Горостіса  | «Атлетик» (Більбао) |
|  | 18    | Гаспар Рубіо        | «Реал Мадрид»       |
|  | 15    | Сантьяго Уртісбереа | «Реал Уніон»        |
|  | 14    | Мануель Гурручага   | «Аренас»            |
|  | 14    | Вікторіо Унамуно    | «Атлетик» (Більбао) |
|  |       |                     |                     |

Список найвлучніших гравців ліги за версією сайту BDF:
|  | Голів | Бомбардир           | Команда             |
|  | ----- | ------------------- | ------------------- |
|  | 20    | Гільєрмо Горостіса  | «Атлетик» (Більбао) |
|  | 19    | Гаспар Рубіо        | «Реал Мадрид»       |
|  | 18    | Сантьяго Уртісбереа | «Реал Уніон»        |
|  | 15    | Вікторіо Унамуно    | «Атлетик» (Більбао) |
|  | 14    | Луїс Регейро        | «Реал Уніон»        |
|  | 14    | Мануель Гурручага   | «Аренас»            |
|  | 13    | Хосе Ірарагоррі     | «Атлетик» (Більбао) |
|  | 12    | Марін               | «Атлетико» (Мадрид) |
|  | 12    | Марті Вентольра     | «Еспаньйол»         |
|  | 11    | Анхель Ароча        | «Барселона»         |
|  |       |                     |                     |

## Чемпіони
Футболісти «Атлетіка», які протягом турніру були гравцями основного складу:
- Грегоріо Бласко (15 матчів)
- Хосе Мугерса (17)
- Альфонсо Кареага (15)
- Хосе Кастельяно (13)
- Хуан Гарісурієта (17, 1 гол)
- Роберто Ечебаррія (17, 1)
- Гільєрмо Горостіса (18, 20)
- Вікторіо Унамуно (18, 15)
- Ігнасіо Агірресебала (17, 7)
- Рамон де ла Фуенте (17, 3)
- Хосе Ірарагоррі (13, 13)

Резерв: Хосе Іспісуа (4), Бата (7, 1), Хуан Уркізу Сустаєта (5), Анхель Роуссе (3), Мануель Кастаньос (2), Хуанін (1).
Тренер: Фредерік Пентланд.

## Рекорди сезону
- Найбільше перемог: «Атлетик» (Більбао) (12)
- Найменше поразок: «Атлетик» (Більбао) (0)
- Найкраща атака: «Атлетик» (Більбао) (63 забито)
- Найкращий захист: «Атлетик» (Більбао) (28 пропущено)
- Найкраща різниця голів: «Атлетик» (Більбао) (+35)

- Найбільше нічиїх: «Атлетик» (Більбао) (6)
- Найменше нічиїх: «Расінг» (Сантандер) (0)

- Найбільше поразок: «Расінг» (Сантандер), «Європа», «Атлетіко» (Мадрид) (11)
- Найменше перемог: «Реал Сосьєдад», «Атлетіко» (Мадрид) (5)

- Найгірша атака: «Расінг» (Сантандер), «Атлетіко» (Мадрид) (32 забито)
- Найгірший захист: «Расінг» (Сантандер) (58 пропущено)
- Найгірша різниця голів: «Расінг» (Сантандер) (-26)